# Élida Gay Palmer
Élida Gay Palmer cuyo verdadero nombre era Élida Gayoso y que también fue conocida como Élida Palmer fue una actriz argentina que nació el 28 de julio de 1934 en Buenos Aires, Argentina, y falleció el 16 de abril de 1995 en la misma ciudad. 
Es autora del libro El alambrado (1984). En 1982, luego de regresar desde Brasil donde había residido varios años, Gay Palmer tradujo y adaptó la obra Julián de madrugada, de Geraldo Vieltri que se transmitió durante cuatro meses protagonizada por Víctor Hugo Vieyra y Marta González. En 1986 Gay Palmer escribió junto con Nelly Fernández Tiscornia los libretos del ciclo Soñar sin límites que se transmitió ese año por el Canal 7 de televisión.
Élida Gay Palmer falleció el 16 de abril de 1995 en Buenos Aires, como consecuencia de cáncer. 

## Filmografía
Actriz
- El hombre de la deuda externa (1987)
- La invitación (1982) …Adriana
- Tercer mundo (1973)
- Compasso de Espera (1969) .... Ema
- Delito (1962) …Selva
- Un guapo del 900 (1960) …Edelmira Carranza de Garay
- De los Apeninos a los Andes (1960)
- En la ardiente oscuridad (1959)
- Oro bajo (1956) …Alicia
- Los hampones (1955)…Amante de Nico
- El curandero (1955)
- Barrio gris (1954) …Rosita